# Stormaktstiden
Stormaktstiden är en epok i Sveriges historia. Namnet kommer av att Sverige under denna period erövrade och upprätthöll en stormaktsställning i Europa. Stormaktstiden, vars tidsomfattning definieras olika, föregicks av äldre vasatiden (1521–1611) och efterföljdes av frihetstiden (1719–1772). Stormaktstiden indelas i yngre vasatiden (1611–1654) och Karolinska tiden (1654–1718). Epoken sägs således vara avslutad före fredsavtalet med Ryssland 1721. Perioden kallas ibland, efter mönster av det långa 1800-talet, för Sveriges långa 1600-tal.
Perioden anses ofta ha inletts 1611 med att Gustav II Adolf besteg den svenska tronen, även om det finns många som vill förlägga dess inledning så tidigt som till 1561, då Erik XIV inledde den svenska Östersjöexpansionen genom att sända en armé till Estland på anmodan av staden Reval. I och med stora nordiska krigets slut och freden i Nystad 1721 avslutas den svenska stormaktsepoken formellt.
Det var under stormaktstiden som Skåne, Halland, Blekinge, Bohuslän, Gotland, Härjedalen och Jämtland blev en del av Sverige. Övriga områden som erövrades (bl.a. Kexholms län, Ingermanland, Estland, Livland, Bremen-Verden och Pommern) kom att förloras under följande århundraden. Stormaktstiden innebar inte endast en territoriell expansion, utan även en långvarig period av ekonomisk expansion. Från år 1600 till år 1700 nästan fördubblades levnadsstandarden mätt i BNP per capita. Stormaktstiden följdes av en längre period med krympande ekonomi. Det dröjde till 1870-talet innan Sverige uppnådde samma BNP per capita som år 1700.
Sveriges underliggande resursbas i fråga om befolkning och näringsliv var begränsad och genom att erövra områden från flera omgivande länder skaffade sig Sverige många fiender. Den svenska stormaktsställningen upphörde i samband med stora nordiska kriget och nederlaget mot ett moderniserat Ryssland, lett av Peter den store. Efter det att Karl XII hade stupat 1718 delades krigskassan ut och den stora armén upplöstes. Därefter följde en kort men intensiv kamp om makten i Sverige mellan olika fraktioner och strax efter detta slöts freder i rask takt med de olika fiendenationerna.

## Grundläggandet av Sveriges stormaktsvälde

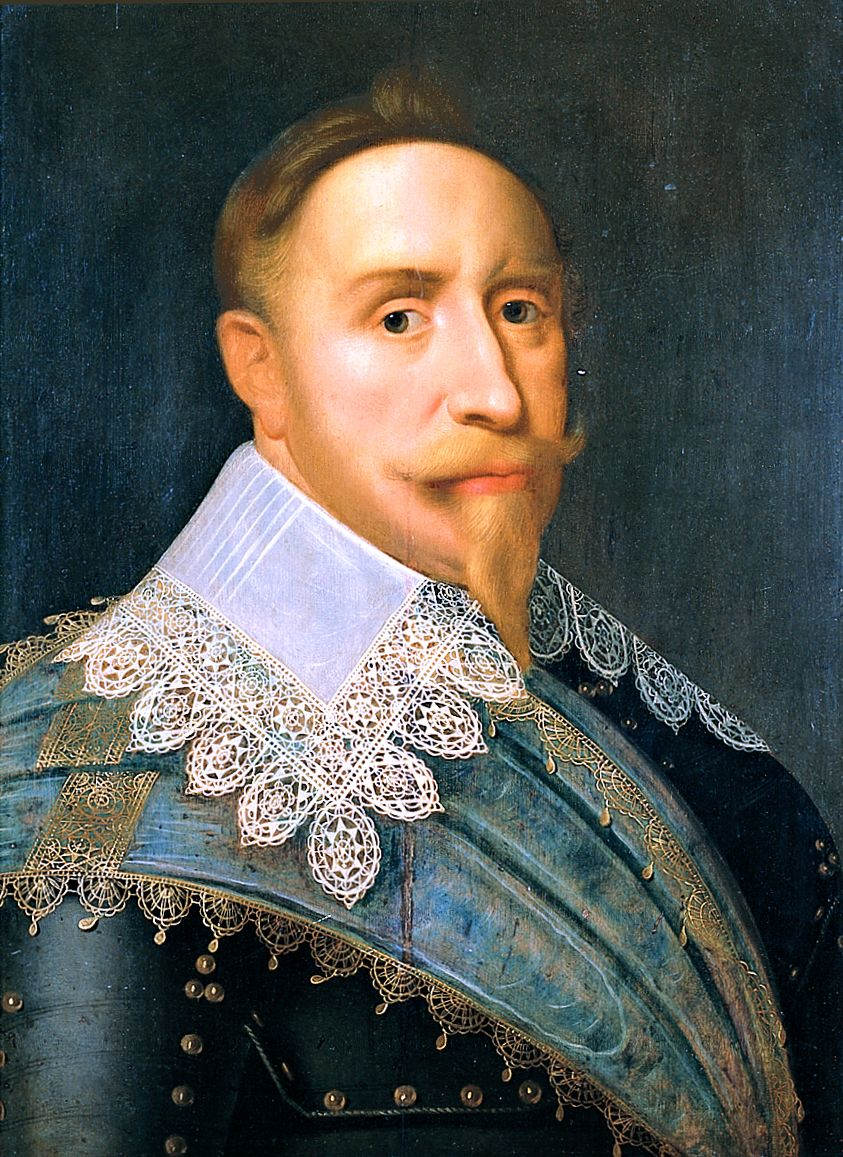
Gustav II Adolf (1594–1632) efterträdde sin far Karl IX på tronen 1611 och grundlade Sveriges stormaktsställning.

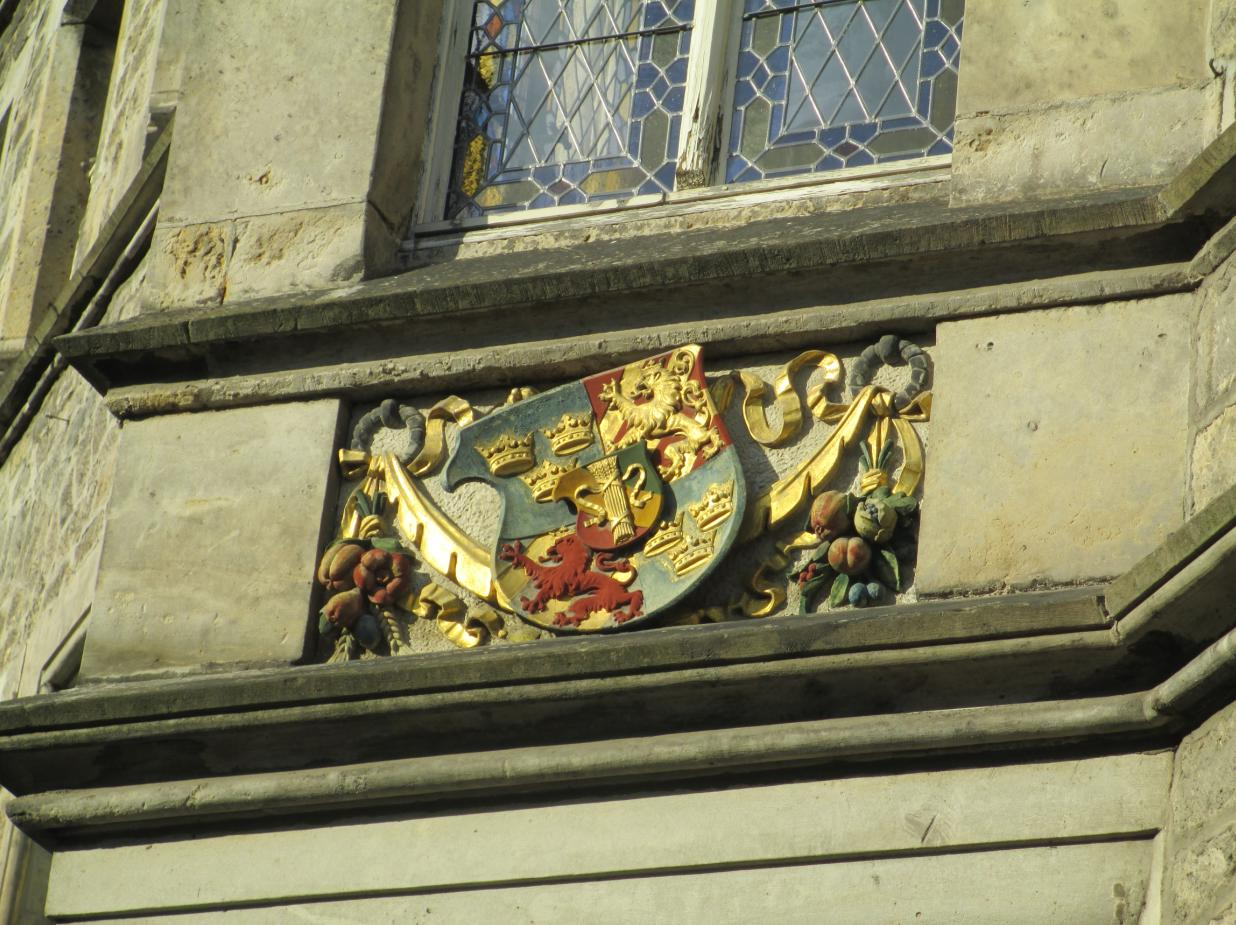
Svenska riksvapnet (men med fel tinkturer) syns fortfarande på rådhusets vägg i Lützen.

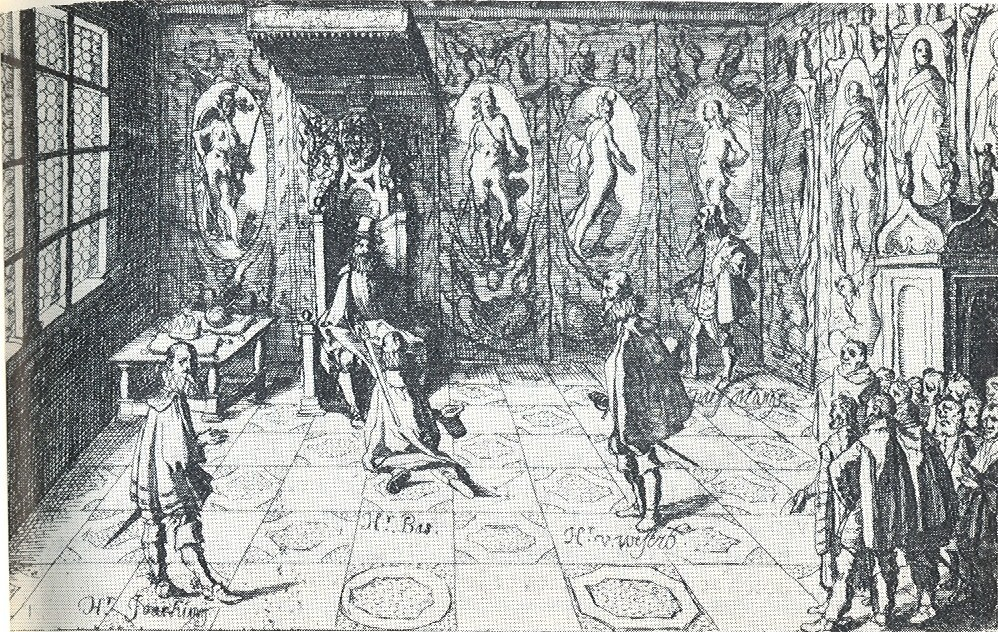
Gustav II Adolf ger audiens till en nederländsk ambassad på Tre Kronor ca 1615.

Grundläggaren av Sveriges stormaktsställning var Karl IX:s son och efterträdare Gustav II Adolf (1611–1632). Sedan han, fastän han bara var en yngling, under stora svårigheter och mot en oerhörd penningutbetalning för Älvsborgs lösen lyckats uppnå freden i Knäred 1613 med Danmark och därmed bevarat rikets integritet, fullföljde han det ingermanländska kriget mot Ryssland med sådant resultat att Kexholms län och Ingermanland som tidigare tillhört Ryssland blev svenskt 1617. Hans kamp för avvärjandet av Sigismunds krav på Sveriges krona ledde till att Polen 1629 tillsvidare måste avträda Livland och en del för östersjöhandeln viktiga preussiska hamnar. Genom dessa ryska och polska förvärv togs ett stort steg till att Östersjön skulle bli ett svenskt innanhav – en tanke som inte var orimlig vid en tid då haven till följd av kommunikationsväsendets beskaffenhet snarare förband än skilde länderna åt, och då nationalitetsprincipen ännu inte fått en bestämmande betydelse för statsbildningen.
Östersjön som hav var mycket viktigt för Sverige. Många av rikets viktigaste städer (inklusive Åbo, som i slutet av 1600-talet hörde till de allra största) var belägna vid Östersjön. Järnmalm från Dalarna och jordbruksöverskott från Svealand skeppades ut via Stockholm. Kontrollen över riket förutsatte kontroll över de viktigaste handelsstäderna. Det var i denna kontext Helsingfors grundades. Östersjön som mer eller mindre svenskt innanhav var en viktig fördel, som bidrog till att ett land med så liten befolkning kunde bli en stormakt.
Trots att Sverige hade besegrat Polen hade Sigismund inte givit upp sina anspråk på den svenska kronan, och om den katolska reaktionen segrade i det 1618 utbrutna stora religionskriget i Tyskland, trettioåriga kriget, kunde han påräkna dess understöd till Sveriges kuvande. Detta var orsaken till Gustav II Adolfs deltagande i trettioåriga kriget. De för eftervärlden delvis i dunkel höljda planerna med avseende på Sveriges blivande ställning som han anknöt till sitt segerlopp, blev till följd av hans förtidiga död ofullbordade, men tack vare dem som fortsatte verket – Axel Oxenstierna och de stora fältherrarna ur hans krigarskola, som Johan Banér och Lennart Torstenson, Johan Lilliehöök, med flera – vanns i alla fall det för vars skull han sett sig nödsakad att ingripa i världsstriden: tryggandet av Sveriges nationella självständighet. Därmed vanns också det som var villkoret för detta och som Gustav II Adolf kände som en nådegåva för sig och sitt folk att få kämpa för: räddandet av protestantismens andliga frihet. Under trettioåriga kriget erhöll Sverige betydande subsidier från Frankrike, som var intresserat av att se den dominerande tyska furstesläkten Habsburg försvagad. Även landområden (en stor del av Pommern, Wismar och Bremen-Verden) tillföll Sverige i den fred, den westfaliska freden, som under hans efterträderska Kristina (1632–1654) gjorde slut på det stora kriget 1648. Sverige kom även ut ur kriget som ledaren för all kontinental protestantism, vilket höll tills imperiet föll 1721. Detta bidrog även till Sveriges ökade maktställning.

## Stärkande och bevarande av stormaktsställningen

Karta över Svenska stormaktsväldets utveckling och besittningar mellan 1560 och 1815.

Besittningen av de tyska landområdena medförde att Sverige fick inflytande i tysk-romerska riket genom en plats i det Tyska rikets riksdag. Sverige var även en av garanterna för westfaliska freden, och nu erkänt som en av det europeiska statssystemets mera framstående medlemmar. Två av de tyska landförvärven – Pommern och Wismar – hade också betydelse för det svenska östersjöväldets utveckling och gav en ersättning för det tillbakasteg med avseende på detta som måste tas vid uppgivandet av de preussiska hamnarna 1635 för att bereda möjlighet att efter Gustav II Adolfs död fortsätta det tyska kriget.
En vinst av stormaktsställningen som skulle komma att överleva denna var att det därigenom bereddes tillfälle att konsolidera det rent svenska området inom naturliga gränser mot Danmark-Norge. En direkt följd av framgångarna i det tyska kriget var nämligen freden i Brömsebro den 13 augusti 1645, i vilken Gotland, Jämtland och Härjedalen samt Halland på 30 år tillföll Sverige, och den i kriget förvärvade militära överlägsenheten blev förutsättningen för att drottning Kristinas efterträdare Karl X Gustav senare genom freden i Roskilde den 26 februari 1658 kunde tvinga fram de dyrbara förvärven av Skåne, Halland, Blekinge, Bohuslän och Trondheim i Norge. Då Sverige verkade bli alltför dominerande år 1659 i samband med Karl X Gustavs belägring av Köpenhamn, kom en nederländsk flotta till stadens undsättning. Hans plan att fullborda östersjöväldet – på Polens bekostnad med anledning av att de polska vasarna inte hade givit upp sina krav på den svenska kronan, och sedan genom ett nytt danskt krig med hela Danmarks erövring som mål – blev visserligen inte realiserad, men till följd av det polska kriget skaffades dock – efter hans död – genom freden i Oliwa 1660 det nämnda kravet fullständigt ur världen och Sveriges rätt till Livland blev definitivt erkänd. 
Under skånska kriget 1675–1679, som till en början gick dåligt för Sverige, riskerade de sydsvenska landskapen att återgå till Danmark, särskilt då Sveriges flotta gjorde flera bleka insatser och inte kunde stödja de tyska besittningarna. Den danska armén besegrades dock av svenskarna vid det avgörande och blodiga slaget vid Lund den 4 december 1676. Sverige hade dragits in i detta krig efter att ha lierat sig med Frankrike och gått med på dess sida i det europeiska krig som inleddes 1672 med Ludvig XIV:s anfall på Nederländerna. Frankrike hjälpte dock senare Sverige så att den följande freden inte ledde till några landavträdelser. Kriget hade dock visat att den svenska armén var långtifrån tillräcklig för att behålla det som en gång tagits, och för att åtgärda detta skapades det yngre indelningsverket, med de tillgångar som tillföll staten genom den reduktion som samtidigt genomfördes som ekonomisk bas.

## Skapandet av den moderna svenska ämbetsförvaltningen
1600-talet blev för Sverige en storhetstid inte blott i yttre, utan också i inre hänseende. Då löstes en uppgift av den allra största betydelse för statsskicket: skapandet av bestämda former för utövandet av den självständiga statsmyndighet som Gustav Vasa grundat och Karl IX räddat. Även detta storverk knyter sig i främsta rummet till Gustav II Adolfs namn.

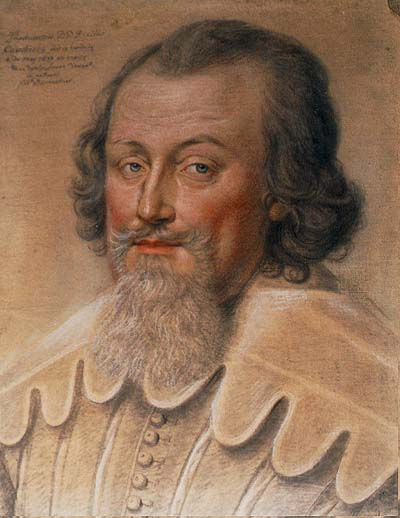
Rikskanslern Axel Oxenstierna (1583–1654) skapade den moderna svenska ämbetsstat som var nödvändig för att upprätthålla Sveriges stormaktsställning.

Den enda rättsliga representanten för statsmyndigheten hade under de äldre Vasarna varit kungen själv. Riksrådet, som var en i landslagen lagfäst riksinstitution, skulle väl också ha kunnat betraktas som en representant för denna, men till följd av de minnen som knöts till dess maktutövning under medeltiden, fick det, som redan antytts, till en början endast en undanskjuten ställning i det "nya riket". Härav vållades emellertid den ovan omtalade aristokratiska opposition mot kungamakten som framträdde efter Gustav Vasas död. I dess program, vars främste talesman var riksrådet Erik Larsson Sparre, ingick en ordnad ämbetsförvaltning, men underställt rådet såsom varande statsmaktens egentliga innehavare. Detta skulle antagligen ha medfört en återgång till medeltidens regerande aristokrati med dess följd den av Gustav Vasa undertryckta aristokratiska anarkin. Hans söner förhöll sig därför reserverade mot de högadliga organisationsförslagen, och sedan Karl IX i blod kvävt rådsaristokratins restaurationsplaner (bland annat i Linköpings blodbad 1600), fortsatte han i det stora hela det rent personliga regemente vari Vasarnas kungadöme, frånsett några ej fullföljda ansatser, dittills förmått finna sitt enda uttryck.

Graverad och handkolorerad karta över Skandinavien från 1692.

Drottning Kristina (1626–1689), här porträtterad av Sébastien Bourdon, abdikerade som regerande svensk drottning 1654.

Det var Gustav II Adolf som försonade aristokratin med den på monarkisk grund vilande nya statsordningen och kunde så göra den politiska duglighet, som adeln mer än någon annan klass då var mäktig, tjänstbar åt denna. Rusttjänsten förlorade härigenom sin konstitutiva betydelse för adelskapet, och detta erhöll genom riddarhusordningen en ny grund. Adeln blev därmed den samhällsklass som framför allt skulle ägna sig åt högre statstjänst, inte bara blott militär utan också civil, och för att främja detta gav Gustav II Adolf den ökade privilegier. Det var från dessa förutsättningar han tillsammans med den svenska aristokratins största personlighet, Axel Oxenstierna, utförde det organisatoriska storverk som fick sin avslutning i 1634 års regeringsform.
Den föregående vasatidens sekreterarregemente upphörde, och det högadliga riksrådet blev en verklig regeringskonselj – inte egenmäktigt beslutande, inte parlamentarisk, men genom sin sociala maktställning ägnad att utgöra ett konstitutionellt band på kungamakten. Den kungliga domsrätten fick ett permanent organ i Hovrätten och riksrådet började få tjänstgöra även som en högsta instans för denna. En fast centralförvaltning upprättades i kollegiala former. Gustav Vasas stora reform av lokalförvaltningen fullbordades på ett sådant sätt att fogdarna underordnades landshövdingar, vilka i olikhet med medeltidens stora läntagare även de blev verkliga ämbetsmän. Visserligen mäktade den gamla folkliga självstyrelsen i landskap och härad inte bevara sin ställning vid sidan av den sålunda planmässigt organiserade kungliga ämbetsförvaltningen, men i stillhet lades grunden till en ny kommunal styrelse genom den självförvaltning som sockenmenigheterna utövade under prästerskapets ledning, och städernas självstyrelse undertrycktes inte utan ställdes endast i organiskt sammanhang med den kungliga lokalförvaltningen. Emellertid förlade Gustav II Adolfs och Axel Oxenstiernas stora organisationsverk ingalunda statsmaktens utövning endast till kung, råd och ämbetsverk. Det var tvärtom det som gjorde också ståndsriksdagen till ett effektivt och lagstadgat organ för detta. Ordnad samverkan mellan alla nationella krafter för att förverkliga statsändamålet var grundtanken i Gustav II Adolfs statsskick, och därför har senare tiders statsmän kunnat söka en ledning i detta även för sitt statsliv.

## Den andliga och materiella kulturen

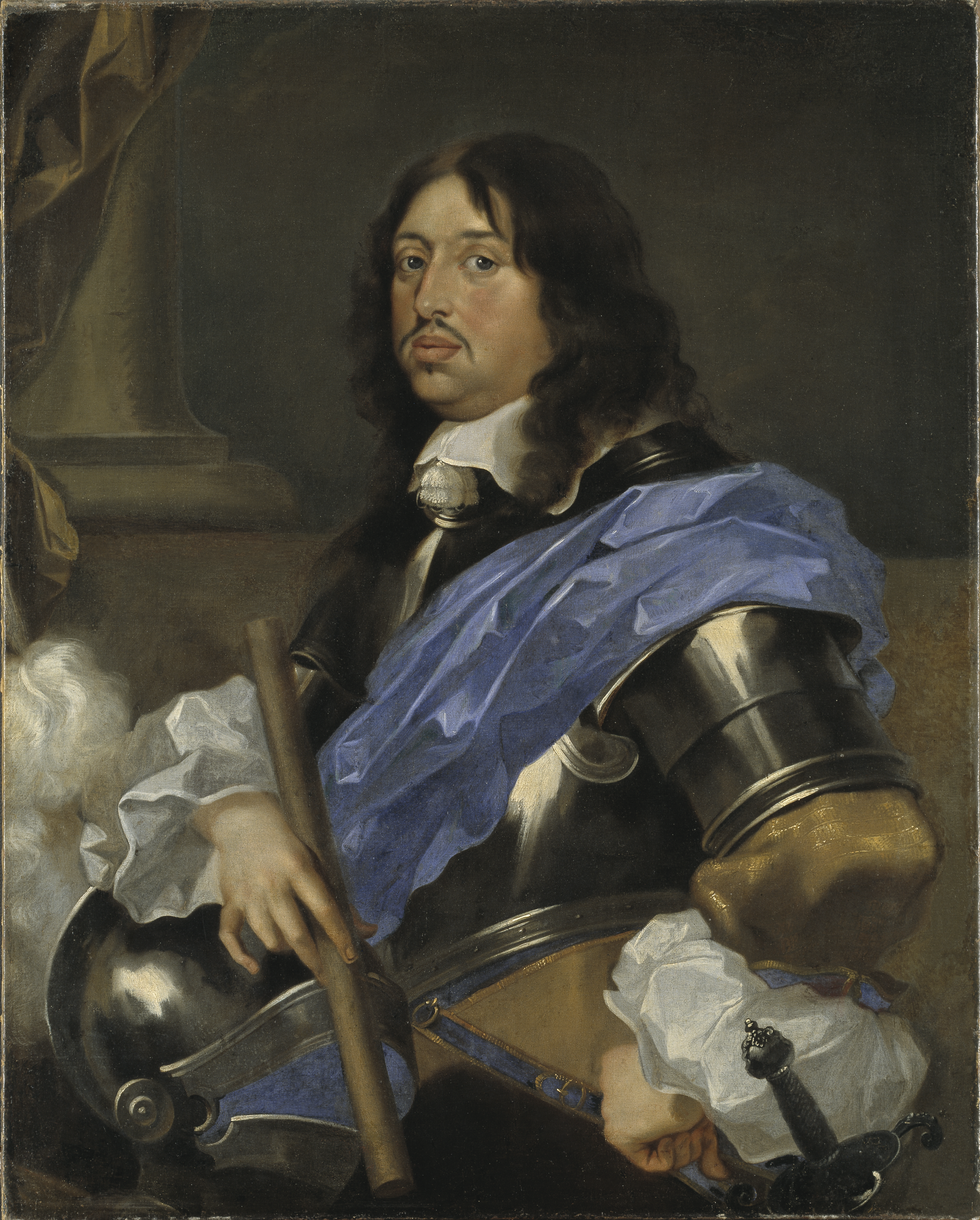
Karl X Gustav (1622–1660), här porträtterad av Sébastien Bourdon, erövrade Bohuslän, Halland, Skåne och Blekinge.

Även på den andliga och materiella kulturens område gjordes under stormaktstiden sådana insatser att perioden har gjort sig förtjänt av sitt namn. Vad som med avseende på den förra hade försummats under reformationstiden gottgjordes nu. Gymnasier inrättades på Johannes Rudbeckius initiativ, och Uppsala universitet, till vars återställande en svag början hade gjorts 1595, fick utvecklingsmöjligheter och ekonomisk trygghet genom att prokansler ärkebiskop Petrus Kenicius förmådde Gustav II Adolf att göra en storartad donation 1624 från de Gustavianska arvegodsen. Tartu universitet grundades 1632, Kungliga Akademien i Åbo 1640 och Lunds universitet 1666, för främjande av svensk odling i Finland och de skånska provinserna, och det folkbildningsarbete på protestantisk grund som denna tids svenska kyrka utövade kan inte värderas högt nog.
Deltagandet i trettioåriga kriget förde visserligen med sig ett överdådligt i levnadssätt men det var även därigenom som Sverige blev öppet för inflytande från andra europeiska länders kulturliv. Först nu kan man tala om svensk poesi och svensk vetenskap, om än i famlande nybörjarförsök, som bär spår av sin tids storvulna patriotism.
Även för den materiella kulturen blev stormaktstiden omvälvande. Genom åtgärder i merkantilsystemets anda och genom öppenhet mot utlänningar med större affärsvana, hantverkskunnande och yrkesskicklighet än dåtidens svenskar, uppmuntrade Gustav II Adolf och Kristinas förmyndarregering utvecklingen av Sverige. Sverige började nu få ett ordnat kommunikationsväsen. Införandet av nya metoder i järntillverkningen grundlade den stormaktsställning Sverige skulle få och behålla länge i denna bransch. De första ansatserna till svensk fabriksindustri gjordes, handeln fick ett stort uppsving och med den även stadsväsendet, något som i synnerhet gagnade Stockholm. Först med denna utveckling, och genom landets styrelsecentralisering, blev Stockholm nu rikets verkliga huvudstad.
Man var heller inte främmande för tanken att göra Sverige till en kolonialmakt, vilket kolonin Nya Sverige i Nordamerika vittnar om, men den kraftutveckling som skulle fordrats för detta togs istället i anspråk av den europeiska stormaktsställningens krav.

## Det karolinska enväldet införs

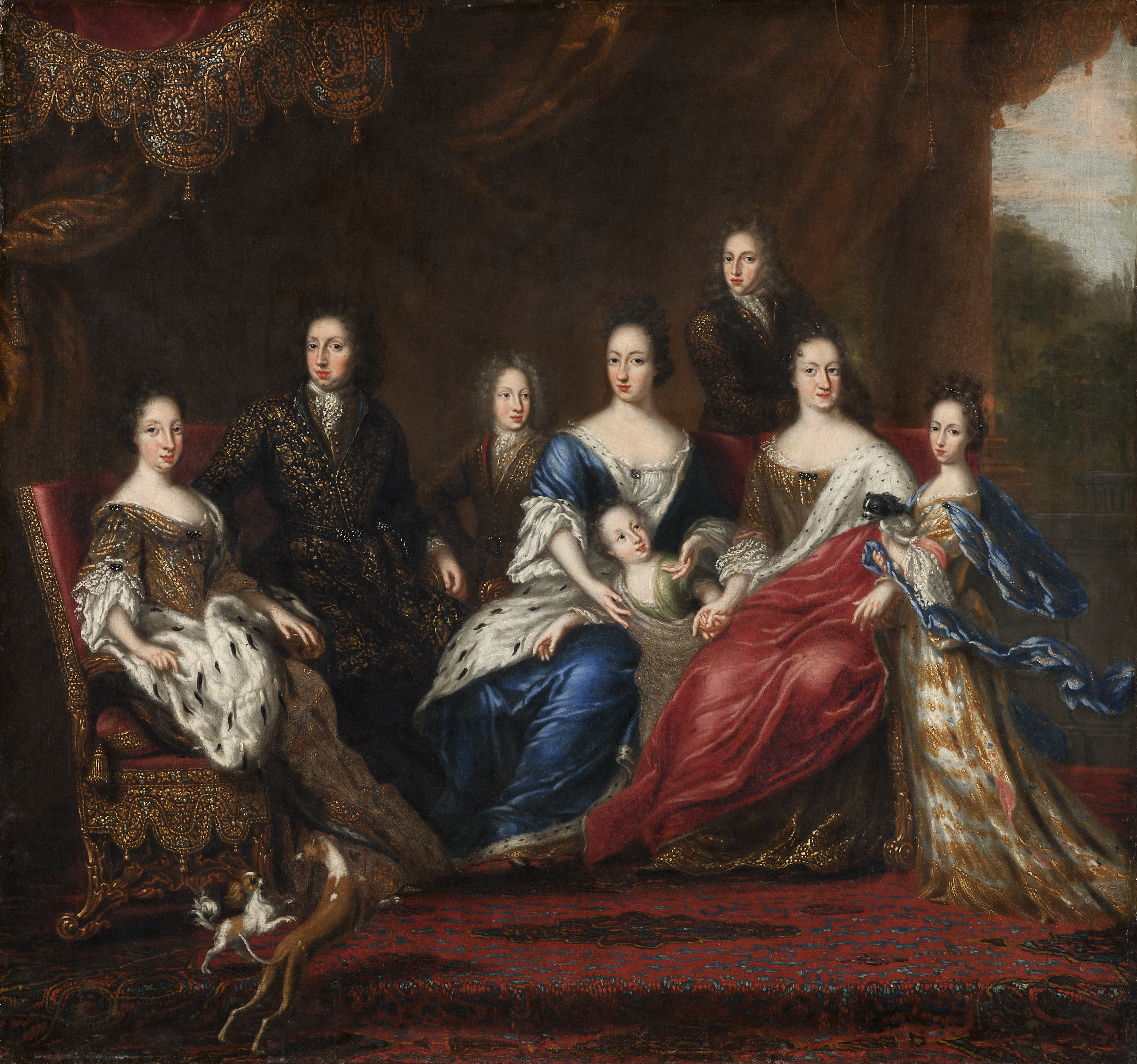
Karl XI med familj från 1690-talet.

Även själva styrelsesättet påverkades av den aristokratiska förskjutningen inom samhällslivet. Hos den nu socialt dominerande högadeln framträdde tendenser att låta dess politiska organ, riksrådet, undantränga kungen från den plats som vasatiden givit honom inom riksstyrelsen. De båda förmyndarregeringarna (Drottning Kristinas 1632–1644 och Karl XI:s 1660–1672) hade inneburit ett konungslöst stormannaregemente, och tanken låg nära att göra ett sådant i sak, om än inte formellt, permanent. Förutsättningen för att den fasta förvaltningsorganisation som trätt istället för de äldre vasarnas personliga regemente skulle kunna fungera på ett tillfredsställande sätt var emellertid en kraftig regeringskontroll. Att åstadkomma en sådan var kungens uppgift, och om han inte kunde eller fick handha den hänvisades förvaltningsorganisationen till självkontroll genom sina egna till rådsregeringen hörande främsta ämbetsmän.
Tack vare Axel Oxenstiernas exceptionella ledaregenskaper utföll experimentet inte dåligt under Kristinas omyndighetstid, men under Karl XI:s ledde frånvaron av kontroll utifrån över administrationen till en förvaltningsanarki vars faror för riket det skånska kriget i början av Karl XI:s egen regering bragte i öppen dag. Därmed föll planerna på ett självständigt rådsvälde, men deras fall drog med sig det på maktfördelning och samverkan mellan kung, råd och ständer grundade statsskick som, rotat i uråldrig svensk statsuppfattning, av Gustav II Adolf bragts till större fulländning än någonsin förut. Med hjälp av riksdagsoppositionen mot den aristokratiska utveckling som både i socialt och politiskt hänseende visat sig så betänklig samlade kungen, fäderneslandets räddare, i sin hand hela statsmyndigheten och så uppstod det karolinska enväldet – en styrelseform som utmärktes av att den var monistisk, det vill säga statsmyndighetens koncentrerades till ett enda statsorgan. Detta var en nyhet i svenskt författningsliv, men då hade det ett visst berättigande såsom en tillfällig diktatur för att lösa viktiga samhällsuppgifter.
Resultatet av det karolinska enväldets införande blev en ny omfattande reduktion som räddade den svenska bondefriheten och möjliggjorde att förvaltningskostnaderna tillgodosågs genom en fast avlöningsstat istället för genom förläningar, skapandet av en ny härordning genom indelningsverket och införandet av reda och plikttrohet i förvaltningen. Denna berövades därvid sin aristokratiska självständighet och erhöll karaktären av en kunglig byråkrati, men Karl XI lät den arbeta i former från Gustav II Adolfs och Axel Oxenstiernas reform och gav åt dessa ännu större fasthet.

## Stormaktsväldets undergång

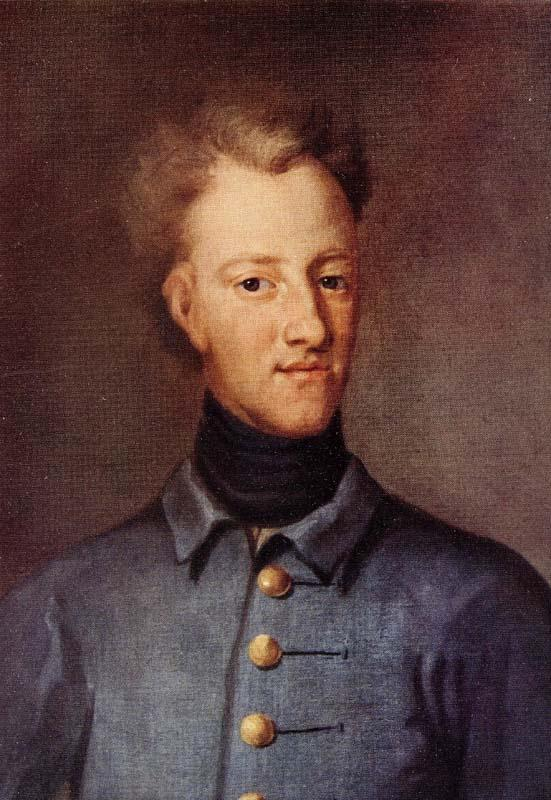
Karl XII (1682–1718).

När Karl XII tillträdde tronen i slutet av 1600-talet var han femton år. Sveriges fiender såg i detta en möjlighet, att tiden var inne för att återta vad de förlorat och därmed inleddes stora nordiska kriget. Den nya organisation av armén som Karl XI infört fungerade till en början utmärkt; armén bestod av folkligt förankrade, välutbildade soldater med revolutionerande stridstaktik och utvecklad beväpning. I numerärt underläge under 1700-talets första år besegrade den svenska krigsmakten sina fiender i åtskilliga slag. Danmark tvingades bland annat snabbt att dra sig ur kriget genom freden i Traventhal och en stor seger vanns över Ryssland vid Narva. Karl XII bestämde sig därefter att avsätta August II och invaderade då Polen och efter flera års strider erövrades den polska kronan.
Den svenske kungen tog därefter det vågade beslutet att attackera Ryssland. Under marschen på väg in mot Rysslands hjärta utsattes svenskarna för den brända jordens taktik från ryssarnas sida. Kosacker (bönder och krigare hemmahörande i Ryssland/Ukraina) gjorde gång på gång räder mot de svenska trupperna, som varje gång led förluster på många man. Även den ryska vintern hade negativ inverkan på de svenska soldaterna. Snart ställdes den utmärglade svenska armén mot en moderniserad, numerärt överlägsen här. Även om svenskarna understöddes av frihetliga zaporizjakosacker, var antalet soldater i den svenska armén alltså betydligt lägre i jämförelse med den ryska. Den ryska hären var därtill utrustad med betydligt fler kanoner, vilket under den rådande sommarväderleken utgjorde större tillförlitlighet än vintertid. Slaget vid Poltava år 1709 slutade med att den svenska armén inte lyckades bryta den ryska linjen och därefter lämnade slagfältet, medan ryssarna behöll kontrollen över området. Åtskilliga svenskar stupade eller togs som krigsfångar. Karl XII:s långa ryska fälttåg var nu slut, en gång för alla. Med de kvarvarande spillrorna av sin armé lyckades Karl XII ta sig till osmanska riket. En stor del av de svenskar som blivit tagna till fånga vid Perevolodjna sattes i arbete för att påbörja bygget av Sankt Petersburg.
Karl XII och hans kvarvarande manskap på ungefär 1 500 ärrade veteraner bytte riktning och tågade söderut mot den lilla staden Bender i Moldavien, som då var del av osmanska riket. Han styrde sin armé mot osmanska riket för att försöka alliera sig med dem i sitt krig mot tsar Peter I av Ryssland. Det skulle öka möjligheterna att segra anmärkningsvärt, då två stormakter kunde angripa fienden från flera flanker och på så sätt med större chans kunna besegra det växande och allt mäktigare Ryssland. Karl XII återupptog nu kampen, med diplomatin som sitt främsta vapen. Han förmådde sultanen att gå i krig mot Ryssland för att tillsammans med honom besegra den ryske tsarens arméer.
Karl XII:s vistelse i Bender varade till 1714 då Sveriges bekymmersamma ställning förmådde honom att återvända, med nästan hälften av den totala svenska armén förstörd. Karl beslutade sig sedan för att anfalla Norge. Det hela misslyckades då Norge bjöd på oväntat stort motstånd samtidigt som den svenska armén led brist på försörjning av livsmedel. Vid belägringen av fästningen Fredriksten vid Fredrikshald år 1718 blev Karl ihjälskjuten vilket satte punkt för Sverige som stormakt. Krigskassan delades ut till armén, som återvände till Sverige. 
I de efterföljande formella fredsavtalen tvingades Sverige att överlämna sina baltiska provinser och södra delen av svenska Pommern till fienderna, upphöra med sin tullfrihet i Öresundstullen samt upplösa alliansen med Holstein-Gottorp. Hannover övertog Bremen-Verden, Preussen införlivade delar av Vorpommern, Ryssland erövrade de baltiska provinserna och Danmark stärkte sin ställning i Schleswig-Holstein. Krigsförlusten och Karl XII:s död innebar slutet för det kungliga enväldet i Sverige och början på Sveriges frihetstid.

## Arvet från stormaktstiden

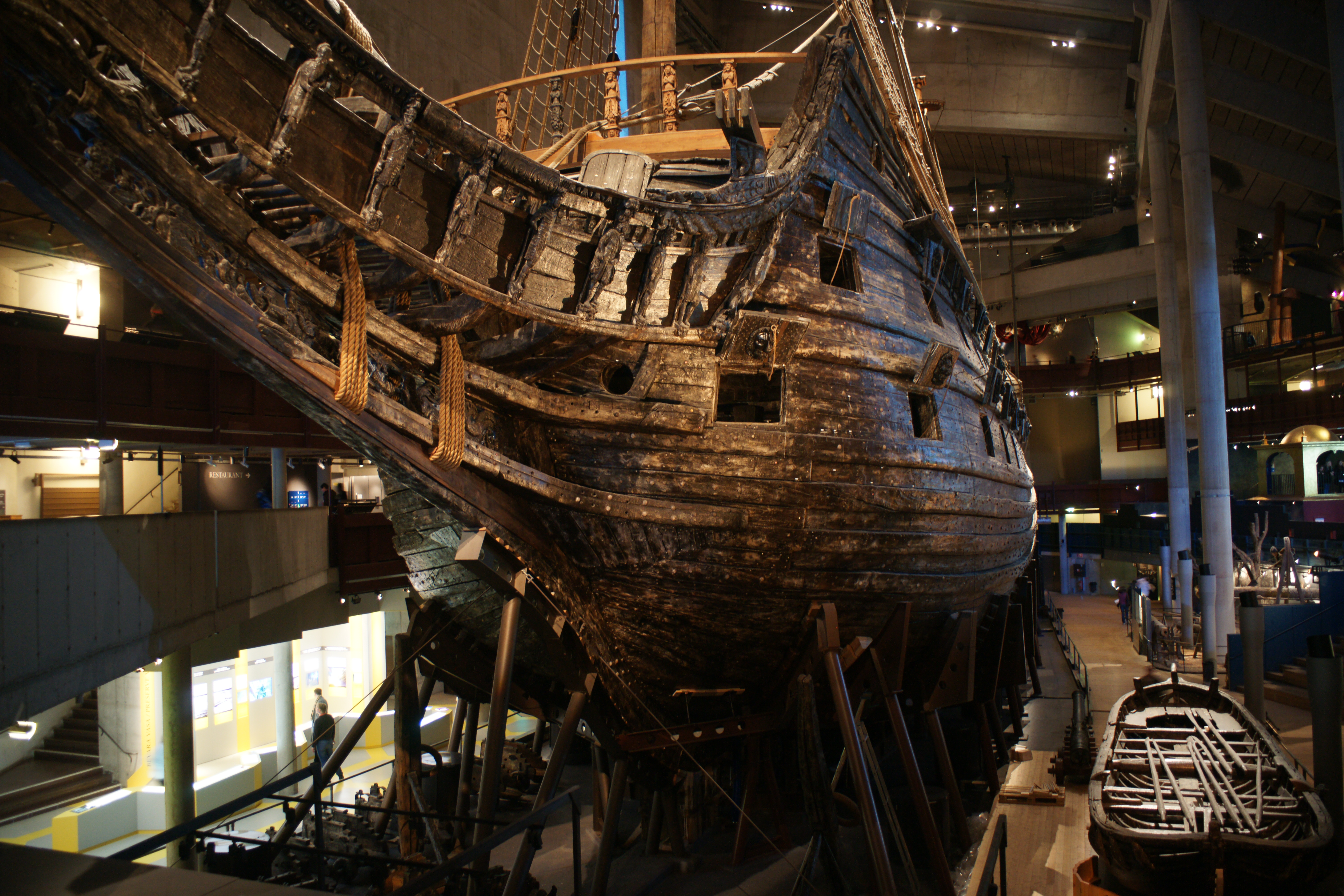
Regalskeppet Vasa är en unik artefakt från stormaktstiden.

I och med stormaktstiden tog Sverige över Danmarks roll som Nordens viktigaste land. Det var också under stormaktstiden som Sverige fick en modern civil och militär administration. Så skilda institutioner som Posten, Svea hovrätt och Livrustkammaren har anor från stormaktstiden.
Stormaktstiden ledde även till ett stort inflöde av krigsbyte till Sverige. Som exempel kan nämnas hur stora delar av den avlidne kejsaren Rudolfs skattkammare togs som krigsbyte i slutskedet av det trettioåriga kriget när svenska trupper intog Prag. I och med att fredförhandlingarna i Westfalen hade påbörjats, hade trupperna bråttom med att föra bytena till Sverige, då den lagliga rättigheten att ta krigsbyten förutsatte att det var ett pågående krig. Dessutom var krigsbytet först säkrat då den nått segrarens mark. Det sägs att Drottning Kristina i samband med intåget i Prag hade gett fältmarskalken Hans Christoph von Köningsmarck följande order:
”Glöm ej att skicka mig biblioteket och de rariteter som finns i Prag, detta är det enda som jag bryr mig riktigt om.” 
780 föremål nådde Sverige efter Pragrovet. De kanske mest berömda föremålen är Silverbibeln (Codex Argenteus) och Djävulsbibeln (Codex Gigas).